# Triplax microgaster
Triplax microgaster är en skalbaggsart som beskrevs av Boyle 1954. Triplax microgaster ingår i släktet Triplax och familjen trädsvampbaggar. Inga underarter finns listade i Catalogue of Life.